# Ayenia magna
Ayenia magna är en malvaväxtart som beskrevs av Carl von Linné. Ayenia magna ingår i släktet Ayenia och familjen malvaväxter. Inga underarter finns listade i Catalogue of Life.